# ジンゲロン
ジンゲロン（英: Zingerone）は化学式C11H14O3で表される有機化合物。ジンゲロンの名称はジボダン社の登録商標であり、別名はバニリルアセトン。天然にはショウガの根や茎に存在し、ショウガの主要な香り成分の1つである。辛みは有さない。結晶性の固体で、水に微溶であるがエーテルに溶ける。 
化学構造はバニリンやオイゲノールに類似し、ジンジャーエールなどに使われる食品用香料の調合原料となる。新鮮なショウガにはジンゲロンは含まれず、ギンゲロールからアルドール反応の逆の反応により生じる。
ジンゲロンは、夏バテに有効である以外に、発展途上国において乳児の死亡の原因となる一部の大腸菌性下痢に有効であるとの報告がある。